# Франклін Тауншип (округ Бівер, Пенсільванія)
Франклін Тауншип (англ. Franklin Township) — селище (англ. township) в США, в окрузі Бівер штату Пенсільванія. Населення — 3882 особи (2020).

## Демографія
Згідно з переписом 2010 року, у селищі мешкали 4052 особи в 1650 домогосподарствах у складі 1174 родин. Було 1781 помешкання
Расовий склад населення:
| - 98,6 % — білих - 0,2 % — чорних або афроамериканців - 0,1 % — вихідців з тихоокеанських островів - 0,1 % — корінних американців - 0,1 % — азіатів |

До двох чи більше рас належало 0,7 %. Частка іспаномовних становила 0,8 % від усіх жителів.
За віковим діапазоном населення розподілялося таким чином: 20,9 % — особи молодші 18 років, 61,7 % — особи у віці 18—64 років, 17,4 % — особи у віці 65 років та старші. Медіана віку мешканця становила 44,3 року. На 100 осіб жіночої статі у селищі припадало 97,8 чоловіків;  на 100 жінок у віці від 18 років та старших — 93,7 чоловіків також старших 18 років.
Середній дохід на одне домашнє господарство  становив 66 471 долар США (медіана — 57 632), а середній дохід на одну сім'ю — 78 578 доларів (медіана — 76 563). Медіана доходів становила 53 438 доларів для чоловіків та 38 194 долари для жінок. За межею бідності перебувало 7,9 % осіб, у тому числі 13,5 % дітей у віці до 18 років та 7,2 % осіб у віці 65 років та старших.
Цивільне працевлаштоване населення становило 1926 осіб. Основні галузі зайнятості: освіта, охорона здоров'я та соціальна допомога — 25,9 %, виробництво — 17,5 %, роздрібна торгівля — 11,3 %, будівництво — 9,7 %.